# Kjell Rodian
Kjell Rodian (né le 30 juin 1942 à Frederiksberg et mort le 29 décembre 2007 à Copenhague) est un coureur cycliste danois. Il a notamment été médaillé d'argent de la course sur route des Jeux olympiques de 1964.

## Palmarès
- 1964
  - Champion des Pays nordiques sur route
  - Champion des Pays nordiques du contre-la-montre par équipes
  -  Médaillé d'argent de la course en ligne aux Jeux olympiques
- 1974
  - 2e du championnat du Danemark de poursuite
  - 3e du championnat du Danemark du contre-la-montre